# داود القطان
داود سلمان القطان لاعب كرة قدم سعودي و يلعب في خط الهجوم.

## مسيرة اللاعب
لعب سابقاً في الفئات السنية في نادي هجر و لعب بعدها مع نادي العدالة ونادي الروضة ونادي الزلفي.